# Liste der Biografien/Lindo
Liste der Biografien |
Portal Biografien |
Personensuche
# |
A |
B |
C |
D |
E |
F |
G |
H |
I |
J |
K |
L |
M |
N |
O |
P |
Q |
R |
S |
T |
U |
V |
W |
X |
Y |
Z |
?
 
La |
Lb |
Lc |
Le |
Lg |
Lh |
Li |
Lj |
Ll |
Lm |
Lo |
Lp |
Lt |
Lu |
Lv |
Lw |
Lx |
Ly |
Lz
 
Lia |
Lib |
Lic |
Lid |
Lie |
Lif |
Lig |
Lih |
Lii |
Lij |
Lik |
Lil |
Lim |
Lin |
Lio |
Lip |
Liq |
Lir |
Lis |
Lit |
Liu |
Liv |
Liw |
Lix |
Liy |
Liz
 
Lina |
Linb |
Linc |
Lind |
Line |
Linf |
Ling |
Linh |
Lini |
Linj |
Link |
Linl |
Linn |
Lino |
Linp |
Lins |
Lint |
Linu |
Linv |
Linw |
Linx |
Liny |
Linz
 
Linda |
Lindb |
Linde |
Lindf |
Lindg |
Lindh |
Lindi |
Lindk |
Lindl |
Lindm |
Lindn |
Lindo |
Lindp |
Lindq |
Lindr |
Linds |
Lindt |
Lindu |
Lindv |
Lindw |
Lindz
Die Liste der Biografien führt alle Personen auf, die in der deutschsprachigen Wikipedia einen Artikel haben. Dieses ist eine Teilliste mit 33 Einträgen von Personen, deren Namen mit den Buchstaben „Lindo“ beginnt.

## Lindo
- Lindo Fuentes, Ricardo (1947–2016), salvadorianischer Lyriker, Erzähler, Dramatiker und Essayist
- Lindo, Delroy (* 1952), britischer Schauspieler
- Lindo, Elvira (* 1962), spanische Schriftstellerin und Journalistin
- Lindo, Hugo (1917–1985), salvadorianischer Schriftsteller, Diplomat und Politiker
- Lindo, José Alexandre Alves (* 1973), brasilianischer Fußballspieler
- Lindo, Juan (1790–1857), Präsident von El Salvador
- Lindo, Laurence (1911–1980), jamaikanischer Diplomat
- Lindo, Philip Moravier (1821–1892), britischer Porträtmaler und Genremaler der Düsseldorfer Schule sowie Unternehmer in den Niederlanden

### Lindon
- Lindon, Lionel (1905–1971), US-amerikanischer Kameramann
- Lindon, Vincent (* 1959), französischer FilmschauspielerVincent Lindon (* 1959)

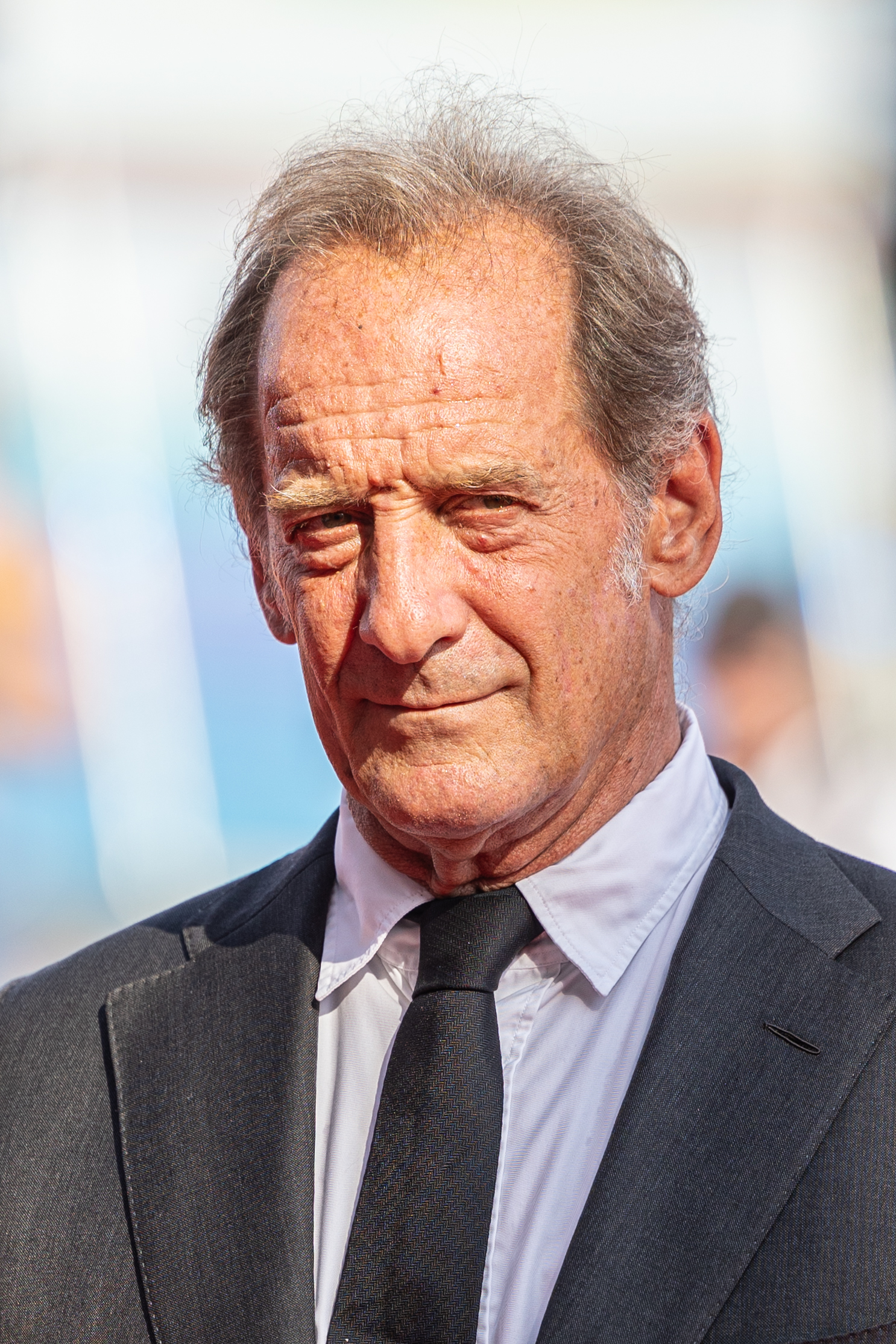
Vincent Lindon (* 1959)

### Lindor
- Lindor, Francisco (* 1993), puerto-ricanischer Baseballspieler
- Lindores, Lorenz von († 1437), schottischer Philosoph, Universitätsgründer und Inquisitor
- Lindorfer, Georg (* 1962), österreichischer Künstler, Bühnenbildner und Schauspieler
- Lindorfer, Martina (* 1984), österreichische Informatikerin und Hochschullehrerin
- Lindorfer, Sabine (* 1975), österreichische Moderatorin, Wirtschaftskammerobfrau und Lehrerin
- Lindörfer, Willi (1904–1968), deutscher Geigenbauer
- Lindorff, Bodil (1907–1999), dänische Schauspielerin
- Lindorff, Jacob Frederik Theodor (1823–1859), dänischer Arzt
- Lindorff, Lone (* 1937), dänische Schauspielerin
- Lindorm, Erik (1889–1941), schwedischer Schriftsteller, Dichter und Publizist
- Lindorm, Lars (1630–1656), schwedischer Militär und Stadtkommandant von Krakau

### Lindos
- Lindoso, José (1920–1993), brasilianischer Politiker (ARENA), Jurist und Hochschullehrer

### Lindow
- Lindow, Christian (1945–1990), deutsch-schweizerischer Maler und Plastiker
- Lindow, Harald (1886–1972), dänischer Jurist, Autor und Inspektor in Grönland
- Lindow, Kurt (1903–1972), deutscher SS-Führer und Polizist
- Lindow, Martin (1880–1967), deutscher Astronom
- Lindow, Martin (* 1965), deutscher Schauspieler
- Lindow, Max (1875–1950), deutscher Schriftsteller
- Lindow, Otto (1900–1973), Berliner Bauunternehmer
- Lindow, Peter, deutscher Radrennfahrer
- Lindow, Rainer (1942–2021), deutscher Schriftsteller, Regisseur und Maler
- Lindow, Wolfgang (1932–2020), deutscher Germanist und Volkskundler

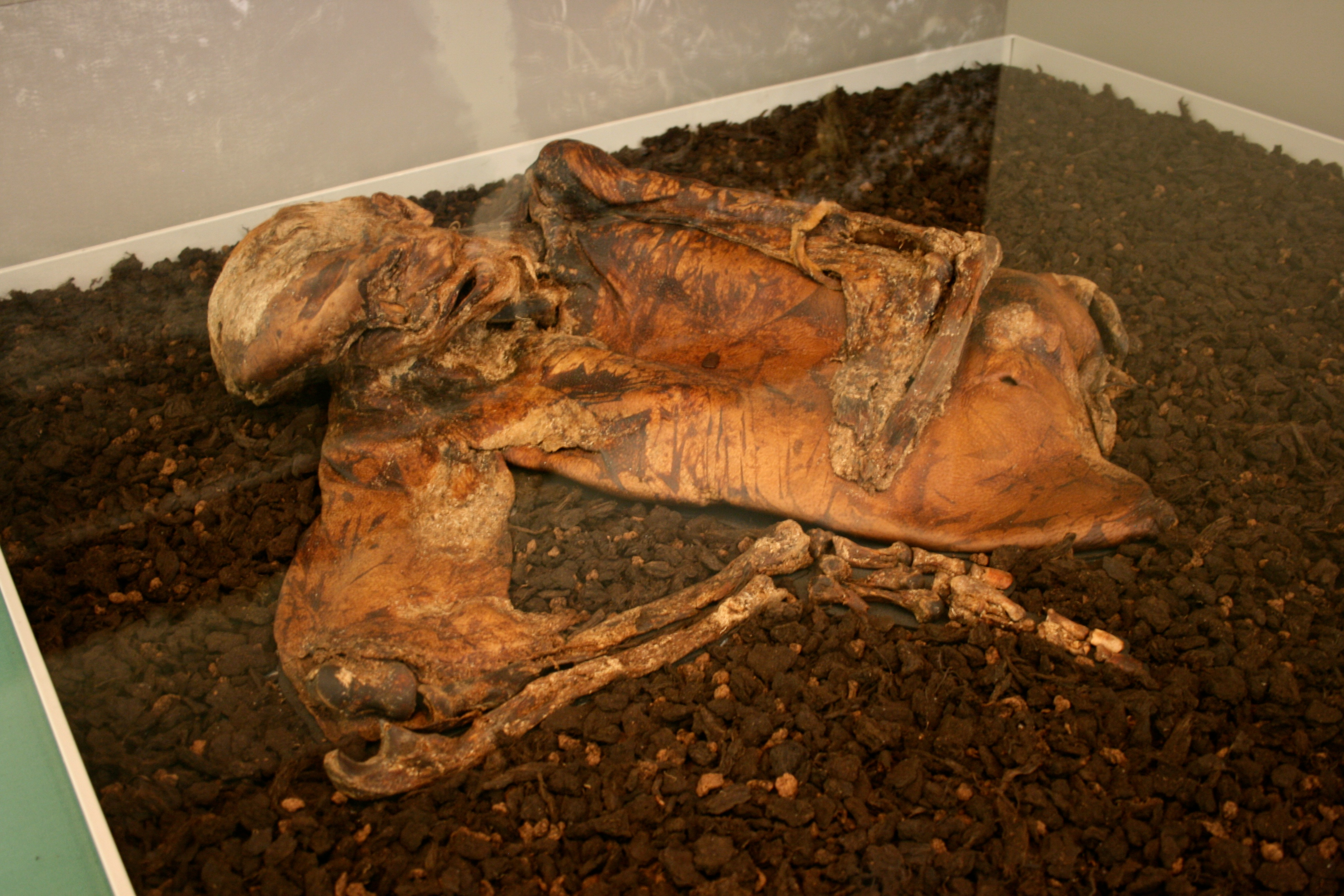
Lindow-Mann

- Lindow-Mann, MoorleicheLindow-Mann